# José Castel
José Castel Caramusel (Tudela, 7 de noviembre de 1737- Tudela, 2 de noviembre de 1807). José Castel, que en alguna ocasión figura también como José Tastel (por su apellido paterno, del que él cambia la "T" por la "C"), fue un músico navarro de finales del siglo XVIII. Desempeñó el cargo de maestro de capilla de música de la colegiata Santa María de Tudela (en 1783 pasó a tener el rango de catedral). Su producción se reparte entre la música sacra, compuesta en calidad de músico de la colegiata de su localidad, y música profana con la que alcanzó fama en la corte de Madrid. 
Algunos investigadores consideran que, en Madrid y en la misma época, existió un compositor con el mismo nombre y apellido, “posiblemente valenciano o catalán”; sin embargo, Beatriz Gurbindo, que ha estudiado a Castel, concluye que en realidad se trata del músico navarro.

## Vida
Fueron sus padres José Tastel y Juana Caramusel, que tuvieron al menos dos hijos. José fue bautizado el 7 de noviembre de 1737 en la parroquia tudelana de San Pedro. Muy niño comenzó como infante de coro en la colegiata de Tudela, con 14 años pasó a la catedral de Tarazona y con 17 opositó sin éxito a la plaza de contratenor de la colegiata de Borja. Colegiata de Santa María (Borja)

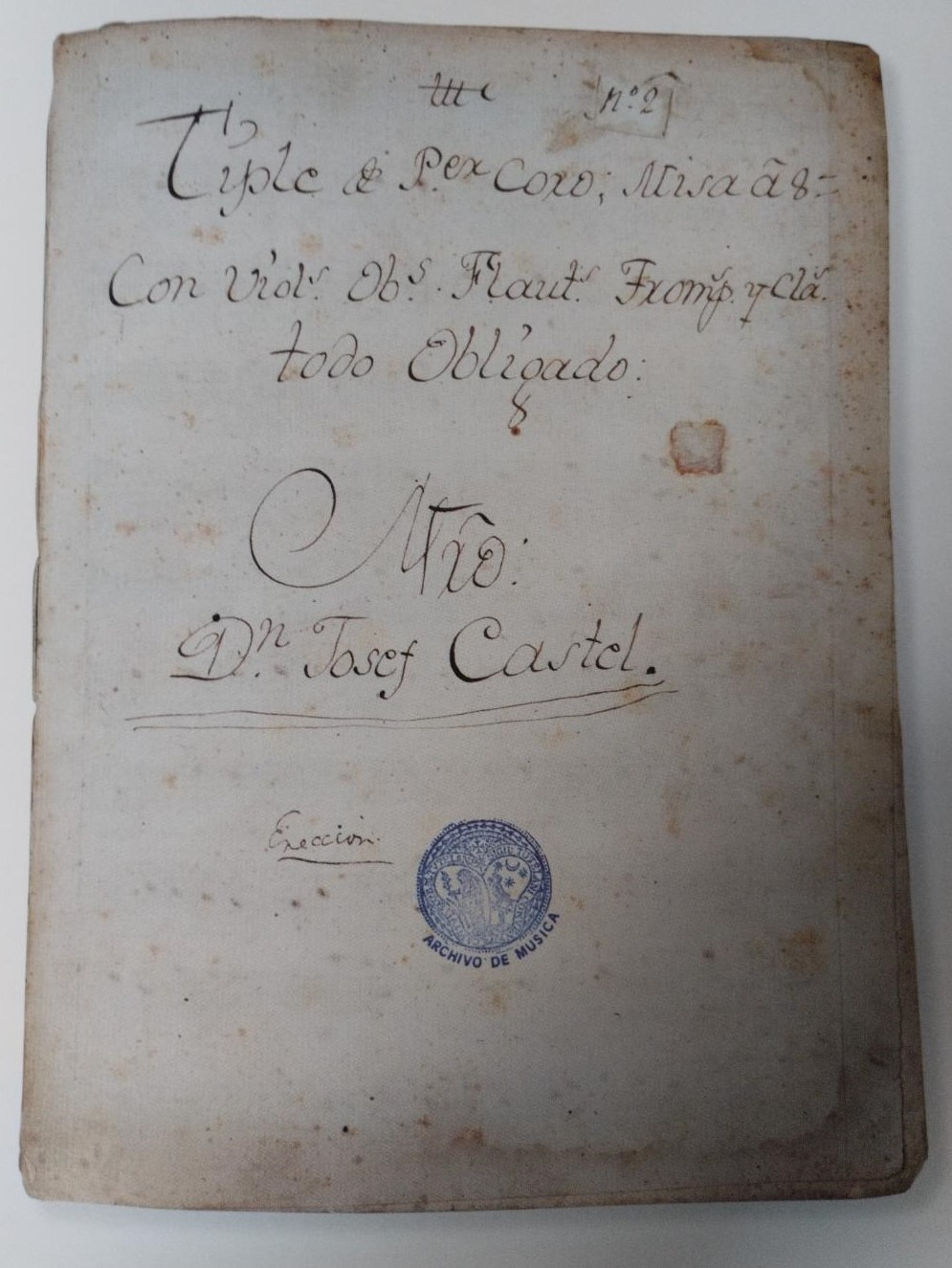
Portada de la particella del "Tiple del coro" de la misa a ocho voces compuesta para la catedral de Tudela en 1783

El 13 de agosto de 1755, con 18 años, se casó en Tarazona con Antonia Lajusticia, procedente de Ambel (Zaragoza), con la que tuvo cuatro hijos:
José, Josefa (que llevaban el nombre del padre), Manuel y Eugenio, que fueron -estos dos últimos- músicos en Madrid. En los primeros años el matrimonio residió en la citada localidad de Ambel y en Calatayud donde desempeño el oficio de tenor de la colegiata, y a finales de 1773, tras el nombramiento de maestro de la capilla de música de la colegiata de Tudela, se instaló definitivamente en esta ciudad.
Hacia 1760 se desplazó a Madrid para formar parte de la prestigiosa capilla de música de los frailes mínimos y enseguida dio a conocer en los teatros de la capital sus composiciones musicales.
En 1773 tomó posesión del cargo de maestro de capilla de la colegiata de Tudela, en el que permaneció hasta su muerte en 1807, después de 34 años de servicio. Su sueldo anual ascendía a 120 ducados (30 más que su predecesor en el cargo) al que se  al que se añadían las generosas gratificaciones con que el cabildo premió sus composiciones. La plantilla de la capilla de música de la colegiata de Tudela rondaba los quince músicos y cuatro infantes cantores. Su música religiosa se conserva, entre otros, en templos de Aránzazu, Astorga, Borja, Briones, Lima, Soria y Teruel.
Entre otras actividades desarrolladas en Tudela cabe mencionar la de profesor de música de los hijos del influyente marqués de San Adrián, al menos entre los años 1794 y 1796.
Su mujer falleció en 1796 y al año siguiente, con sesenta años, fue ordenado sacerdote con plaza en la colegiata tudelana. Murió en 1807, con 69 años, y fue enterrado en el templo en el que había servido como músico titular como músico titular y sacerdote, y en el que había sido sepultada su esposa.

## Músico en los teatros de Madrid
La primera noticia del estreno de una composición de Castel en los teatros de Madrid se remonta a la temprana fecha de 1762. Se trata de la música para la comedia "Marta abandonada y el carnaval de París" del célebre  Ramón de la Cruz. Sorprende la juventud de Castel, ya que entonces tendría 25 años, y sus contactos con los dramaturgos más famosos de la Corte. La interpretación de sus obras en la capital de España se prolongó al menos durante veinte años, puesto que en 1782 se estrenó su última tonadilla: “La gitana y el hospital de Incurables”.

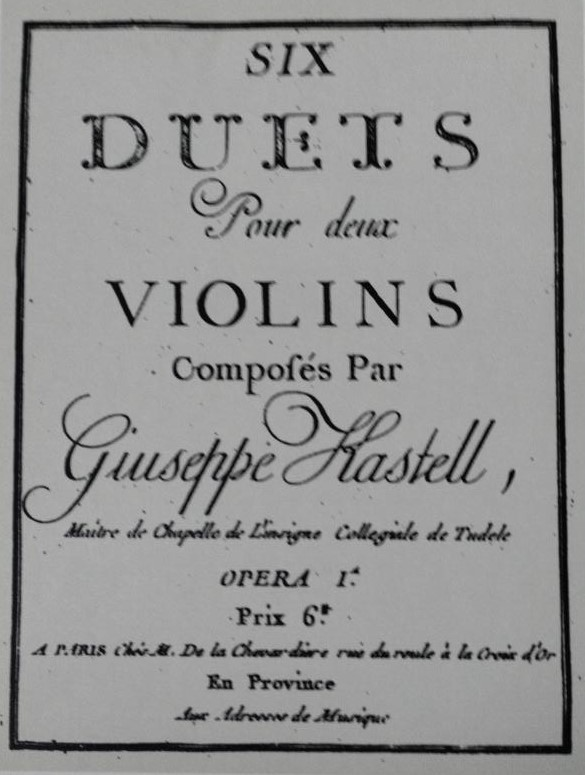
"Seix duetos para dos violines", obra editada en París hacia 1775

Castel pudo compaginar su puesto en la colegiata de Tudela con frecuentes estancias en Madrid, de uno o dos meses, en las que participaba en el montaje de sus obras. Gurbindo da cuenta de que entre 1774 y 1781 obtuvo del cabildo al menos siete permisos para ausentarse de Tudela. Así, estuvo presente en el estreno de la zarzuela "La fontana del placer", con libreto de Bruno Solo de Zaldívar, así como en el estreno de sus tonadillas escénicas, un género muy en boga en su tiempo. Las tonadillas de la época solían tener una duración de media hora, estaban divididas en tres partes, y el número de cantantes podía oscilar entre uno y ocho, predominantemente mujeres. Castel compartió los escenarios con músicos afamados como Luis de Misón y los navarros Blas de Laserna y Pedro Aranaz.
Además de su actividad como compositor, fue editor de partituras propias y ajenas y profesor de música en familias encumbradas de la Corte.

## Ediciones en París
Cabe pensar que, como resultado de su popularidad, se publicaron en París, promovidas por acreditados editores, al menos dos de sus obras. Llama la atención este hecho, poco frecuente entre sus colegas madrileños. Sea como fuere, en torno a 1775 se publicó la partitura de "Six duets pour deux violins", publicada en París por Louis-Balthazar de la Chevardière, en la que figuraba el nombre del autor italianizado: “Giuseppe Kastell”. Más adelante, hacia 1785, vio la luz "Sei trio a duo violini é basso", en cuya portada nuevamente figura su nombre italianizado: “Guisepe [sic] Castel […] Maître de Chapelle di Tudela”. Esta partitura la vendían en la capital de Francia F. de Roudelle, en Lyon Caslaud, y en provincias “los establecimientos de los comerciantes de música”.  Castel dedicó esta obra a Manuel Vicente Murgutio, miembro fundador de la Real Sociedad Tudelana de los Deseosos del Bien Público, constituida en 1778, y marqués de Aravaca, quien residía en Villafranca de Ordicia.

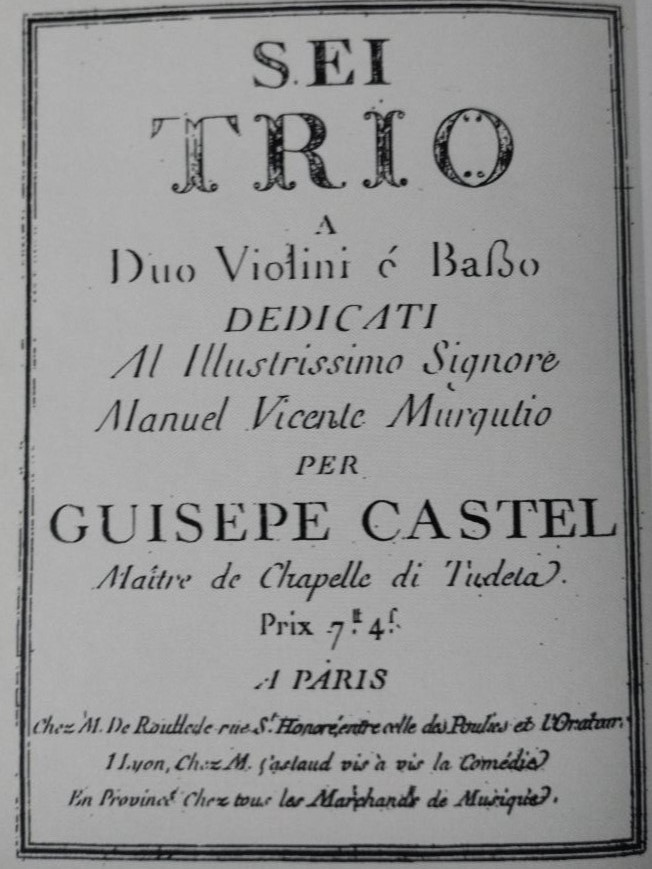
"Seis tríos para dos violines y bajo (violonchelo o contrabajo)", partitura editada en París hacia 1785

## Fama, olvido y recuperación
Encumbrado en el mundo musical, sus "composiciones y conciertos" en su época se equipararon a los de  Joseph Haydn e Ignace Joseph Pleyel. Sus obras se enmarcan en la plenitud de la tonadilla escénica, aunque presentan aspectos novedosos, en sintonía con la música italiana del momento, como el empleo en las tonadillas de recitativos cantados y de coros. Por su parte, Gembero considera que la música de Castel “muestra su conocimiento y asimilación de los procedimientos estilísticos y formales de la música galante y del clasicismo centroeuropeo. Por su parte, Fernández-Cortés lo considera un compositor "notable y versátil".
La obra de José Castel cayó en el olvido tras su muerte. En el siglo XXI se recupera paulatinamente gracias a la publicación de trabajos de investigación. En 2007 la Compañía del Teatro del Príncipe  representó "La fontana del placer" en el marco de Festival de Música Antigua de Aranjuez, y en ese mismo año se constituyó el Trío Castel, integrado por músicos de la Orquesta Sinfónica de Navarra, con el objeto de difundir la obra del músico tudelano.

## Obras
Sobre sus composiciones escribe Gembero: “Su variada producción […] incluye cerca de ochenta obras religioso-vocales, muchas de ellas en la catedral tudelana, en torno a setenta composiciones teatrales e interesantes obras instrumentales”. Por su parte, Gurbindo le atribuye “64 obras completas, con texto y música […] entre las que se encuentran dos zarzuelas, dos comedias, 4 sainetes y 52 tonadillas. Además, hay una fiesta de música de la que solamente se conserva el libreto”.

### Algunas de sus obras
- Tonadilla de "El amor en la aldea"
- Tonadilla de "El príncipe Don Carlos"
- Tonadilla de "La gitana y el hospital de incurables"
- Tonadilla de "La guía nueva"
- Tonadilla de "La hermosa gitanilla en el Coliseo·"
- Tonadilla de "La jardinerita y estatua del abate"
- Comedia, música para "El Faetón"
- Comedia, música para "La Ifigenia"
- Zarzuela "La fontana del placer"
- Sainete, música para "El correo de los majos"
- Seis tríos para dos violines y bajo
- Seis dúos para dos violines
- Cuatro sonatas para órgano
- Dos sinfonías
- Una obertura